# Mytilene
Mytilene (l.gr. Μυτιλήνη) este orașul-capitală al insulei Lesbos din Grecia.
După ce au fost înfrânți  în lupta de la Mytilene în anul 427 î.Hr., locuitorii insulei au fost pedepsiți de atenieni prin executarea conducătorilor și distrugerea fortificațiilor.